# Oranjepolders
De Oranjepolders vormen een complex van polders tussen Oostburg, Schoondijke en Waterlandkerkje.
Het complex bestaat uit de volgende polders:
- Goudenpolder
- Mauritspolder
  - Retranchementpolder
- Oranjepolder (Slijkplaat)
- Dierentijdpolder
- Manteaupolder
- Veerhoekpolder
- Groote Henricuspolder
- Kleine Henricuspolder
- Stampershoekpolder
- Oude Havenpolder
- Generale Prins Willempolder 1e deel
  - Vijfhonderd-in-beoosten-Eedepolder
  - Dierkensteenpolder
    - Bakkerspolder

  - Cathalijnepolder
  - Oude Passageulepolder noordelijk deel
  - Vrije polder noordelijk deel
  - Sint Philipspolder
  - Nieuweveldpolder
- Generale Prins Willempolder 2e deel
- Brugsche-Vaartpolder